# Onthophagus wigmungan
Onthophagus wigmungan är en skalbaggsart som beskrevs av Matthews 1972. Onthophagus wigmungan ingår i släktet Onthophagus och familjen bladhorningar. Inga underarter finns listade i Catalogue of Life.